# Noel Nicola
Noel Jorge Nicola Reyes, més conegut com a Noel Nicola (Santa Clara, Cuba, 7 d'octubre de 1946 - L'Havana, 7 d'agost de 2005) fou un cantautor cubà.
Juntament a Silvio Rodríguez i Pablo Milanés, fou un dels fundadors de l'anomenada 'Nueva Trova Cubana' i autor de varias canciones de importante significación dentro de la música cubana.
Nascut en el sí d'una família de músics, el seu pare, Issac, va ser un reconegut professor i guitarrista i la seva mare era violinista, Nicola, amb més de 350 cançons al seu haver, es recordat, entre d'altres, per cançons com "Para una imaginaria María del Carmen", "Comienzo el día y otras" i "Diciembre tres y cuatro". A més de cançons, també va compondre música infantil, per a cinema, per a teatre, sèries de televisió i orquestracions i va posar música a poemes.
Amb només 13 anys va compondre les seves primeres cançons. Des del principi dels anys 60 va iniciar amb les primeres cançons, quan actuava en festivals d'aficionats. Del 1967 al 1969 va treballar com a auxiliar d'investigació a l'Institut d'Etnologia i Folklore de l'Acadèmia de Ciències de Cuba dirigit pel musicòleg i compositor Argeliers León, del qual va ser deixeble. El febrer de 1968 es va presentar al costat de Pablo Milanés i Silvio Rodríguez, en un recital organitzat pel Centre de la Cançó Protesta, de Casa de las Américas. Un any més tard, va fundar el Grup d'Experimentació Sonora de l'Institut Cubà d'Art i Indústries Cinematogràfics (ICAIC), on va ampliar la formació musical als tallers impartits per Leo Brower, Federico Smith i Juan Elósegui. L'any 1972 fou el fundador del Moviment de la Nova Trova, 1972. L'obra de Noel Nicola ha estat inclosa en nombroses antologies i monografies, va representar Cuba en importants escenaris internacionals i va fer gires artístiques per més de 30 països d'Europa, Amèrica i Àfrica. Va representar Cuba, amb Algèria Fragoso, al Festival de la Cançó Política de Sochi, Unió Soviètica, 1975, on li va ser atorgat un premi per la Unió de Compositors del país.
Del 1972 al 1980 va realitzar gires per República Dominicana, Mèxic, Espanya, Nicaragua i Veneçuela, en solitari o compartint presentacions al costat de Silvio Rodríguez, Marta Campos, Santiago Feliú i Donato Poveda. El 1986 va inaugurar, juntament amb Augusto Blanca, la Bodeguita de Rio de Janeiro. A la dècada entre 1976 i 1986 va musicalitzar vint poemes de César Vallejo, dels quals va gravar catorze en un LD amb la col·laboració de músics peruans.
Durant la seva carrera artística va obtenir diversos premis i distincions i les ordres Alejo Carpentier, Per la Cultura Cubana i la Fèlix Varela de Primer Grau, les més importants que atorga el Govern de l'illa a les personalitats de la cultura i l'art.
L'agost de 2005 va morir víctima d'un càncer de pulmó que vatia ja feia un temps.